# Vinterdæk
Vinterdæk er en dæktype til biler, som er særlig velegnet til kørsel i kulde og sne. Nogle bilister skifter deres bilers sommerdæk til vinterdæk, når den første frost sætter ind, idet dækket har et øget vejgreb og nedsætter risikoen for udskridning på isglatte og våde kørebaner. Andre bilister kører på helårsdæk, og sparer på den måde besværet med at skifte dæk 2 gange årligt.
Et vinterdæk har principielt den samme konstruktion som et sommerdæk eller et helårsdæk, men anvender en anden gummisammensætning indeholdende mere naturligt gummi, hvilket giver den egenskab at dækket blive mindre hårdt når temperaturen falder. Dette øger friktionen og dermed vejgrebet, derudover er mønstret på et vinterdæk designet med flere og mindre "trædepuder" som ligeledes øger friktionen mod underlaget, og er bedre til at lede vand væk fra dækket, hvilket igen også modvirker aquaplanning. I 2015 viste tests at bestemte typer helårsdæk kan være næsten lige så gode som vinterdæk og sommerdæk.
Til kørsel i dyb eller sammenkørt sne og is, er pigdæk et bedre alternativ til vinterdæk, eller eventuelt snekæder som en mere fleksibel løsning. I Danmark er pigdæk kun tilladt mellem den 1. november og 15. april, og skal være monteret på alle hjul.